# Cmentarz Royal Navy w Kalkarze
Cmentarz Royal Navy w Kalkarze (ang. Kalkara Naval Cemetery, znany też jako Capuccini Naval Cemetery) – cmentarz w Kalkarze na Malcie.
Główne wejście na cmentarz znajduje się na skrzyżowaniu Triq Santa Rokku i Triq San Leonardu. Cmentarz podzielony jest na część protestancką i rzymskokatolicką.

## Historia
Pierwsze pochówki odbyły się na cmentarzu w 1901. Cmentarz należał wcześniej do brytyjskiej Royal Navy. Na cmentarzu znajduje się 1085 grobów członków personelu wojskowego Commonwealthu, którzy zginęli na Malcie podczas I i II wojny światowej, oprócz 1445 pochówków cywilnych i 137 grobów wojennych osób spoza Wspólnoty, w tym Włochów, Polaków, Francuzów, Niemców i Japończyków. Wiele grobów jest oznaczonych nagrobkami CWGC. Większość z 351 pochówków z krajów Wspólnoty Narodów z I wojny światowej i 694 z czasów II wojny światowej znajduje się w protestanckiej części cmentarza.
15 lipca 2003 roku na cmentarzu odsłonięto tablicę poświęconą pamięci polskich lotników i marynarzy poległych na Malcie w czasie II wojny światowej.

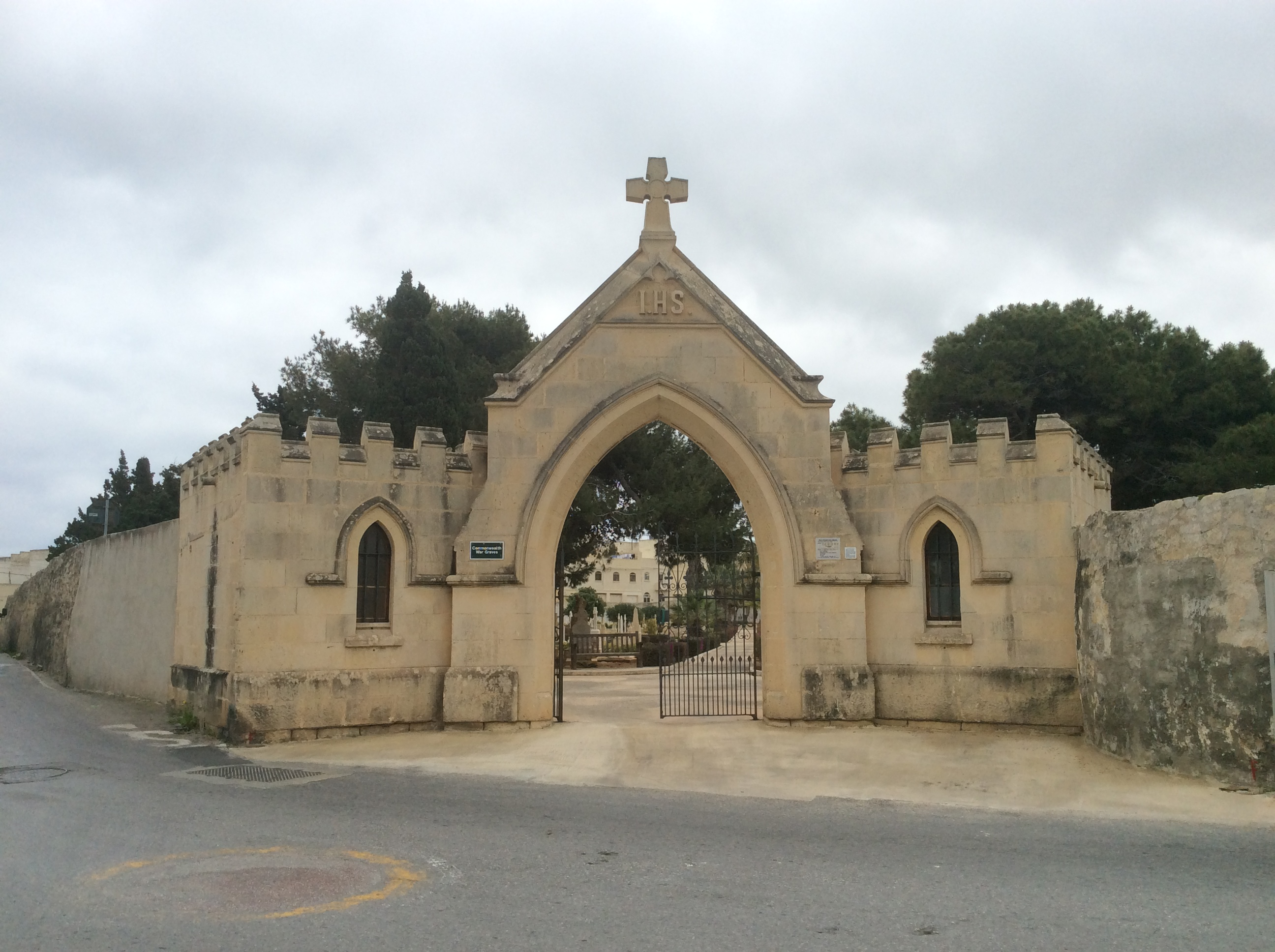
Brama wejściowa na cmentarz.

## Opis
Teren cmentarza otoczony jest wysokim murem, brama ma charakterystyczny neogotycki wygląd, jest zakończona szpiczasto z chrystogramem i krzyżem, oflankowana zaś dwoma murowanymi konstrukcjami z wąskimi gotyckimi oknami i krenelażem.

## Ochrona dziedzictwa kulturowego
Cmentarz jest ujęty w National Inventory of the Cultural Property of the Maltese Islands pod nr. 01174.

## Znane pochówki
- Pomnik Marynarki Wojennej Japonii upamiętnia 68 japońskich marynarzy, którzy zginęli w 1917 w ataku na japoński niszczyciel „Sakaki” w pobliżu Krety[1]
- Ernest Wild(inne języki)[1]
- 44 mężczyzn z HMS „Egmont”[1]
- 22 mężczyzn, którzy zginęli w 1916 w pobliżu Malty w ataku minowym na HMS „Russell”(inne języki)[1]

## Polacy pochowani na cmentarzu
- Ofiary katastrofy lotniczej samolotu Handley Page Halifax DT542-NF-Q: por. pil. Krzysztof Dobromirski (grób E 4), por. pil. Stanisław Pankiewicz (grób E 4), por. obs. Zbigniew Idzikowski (grób E 4), sierż. r/op. Roman Wysocki (grób F 18), sierż. r/op Alfred Kleniewski (grób F 18) i st. sierż. strz. Oskar Zieliński (grób F 17).
- Marynarzy ORP Sokół: st. mar. Józef Paszek (grób P 13) i mat Wacław Jan Kostuch (grób P 23).
- Pochodzący z Polonii kanadyjskiej pilot RCAF - F/Sgt Stanley John Kozlowski (grób P 12).